# Francesc Calvet i Puig
Francesc Calvet i Puig (Sant Joan Despí, 29 de setembre de 1922 - L'Hospitalet de Llobregat, 30 de novembre de 2001) fou un futbolista català dels anys 1940 i 1950. Va ser internacional amb la selecció catalana i amb la selecció espanyola.

## Trajectòria

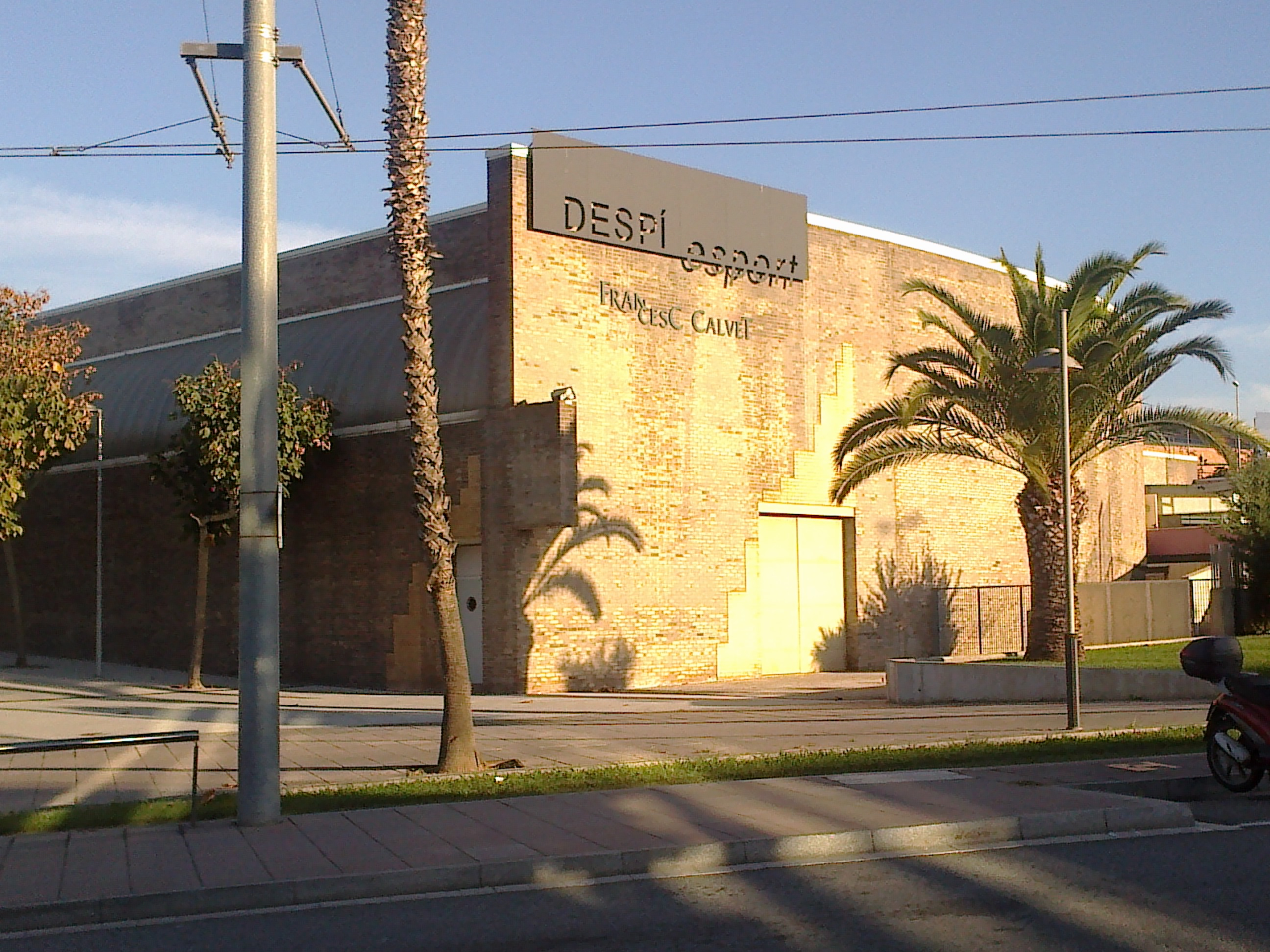
Pavelló Francesc Calvet, a Sant Joan Despí.

Provenia d'una família de camperols de Sant Joan Despí. Ingressà al FC Barcelona l'any 1939, uns temps difícils per al club que estava en fase de reorganització després de la Guerra Civil, amb molts dels seus antics jugadors emigrats o exiliats a Amèrica o França. Començà jugant d'interior i centrecampista, acabant a la posició de defensa lateral, posició on fou considerat un dels millors de la història del club.
Va jugar al Barcelona fins al 1952, un total de 238 partits oficials en els quals marcà 10 gols. En el seu palmarès hi destaquen quatre lligues espanyoles (1944-45, 1947-48, 1948-49 i 1951-52), tres Copes d'Espanya (1942, 1951 i 1952) i dues Copes Llatines (1949 i 1952). La seva darrera temporada al club, la 1951-52, fou la mítica temporada de les cinc copes, en la qual es guanyaren Lliga, Copa, Copa Llatina, Trofeu Martini Rossi i la Copa Eva Duarte. Després jugà dues temporades més al Reial Oviedo. Un cop es retirà de la pràctica futbolística retornà a les tasques agrícoles.
Fou dos cops internacional amb la selecció espanyola, la primera el 10 de juny de 1951 enfront Bèlgica a Brussel·les (3-3), i la segona una setmana després a Estocolm davant Suècia (0-0). També fou tres cops internacional amb Catalunya el 1950.
El pavelló poliesportiu de la seva ciutat natal, Sant Joan Despí, duu el seu nom.

## Palmarès
FC Barcelona
- Lliga espanyola: 1944-45, 1947-48, 1948-49, 1951-52
- Copa espanyola: 1942, 1951, 1952
- Copa Llatina: 1949, 1952
- Copa Eva Duarte de Perón: 1945, 1948